# National Independent Soccer Association
La National Independent Soccer Association, conosciuta anche come NISA, è un torneo calcistico professionistico statunitense. Fondata nel 2017, opera dal 2019 come campionato di terzo livello nella piramide nordamericana.
A differenza delle altre maggiori leghe sportive statunitensi e differentemente anche dalla Major League Soccer e dai campionati organizzati dalla United Soccer League, la NISA non opera con un sistema chiuso formato da franchigie, bensì come associazione di club totalmente indipendenti dalla lega. Non sono presenti, pertanto, diritti territoriali o di franchigia, non esiste l'expansion fee, ossia la tariffa da pagare per essere ammessi al campionato, e il piano a lungo termine è quello di formare un sistema aperto e basato sul merito sportivo attraverso un sistema di promozioni e retrocessioni, come nel modello europeo.

## Formula del torneo
La stagione, a differenza delle altre leghe calcistiche professionistiche statunitense, ricalca il classico calendario europeo, con inizio in autunno e fine in primavera. Più similmente ad altri campionati centroamericani e sudamericani, invece, ogni stagione è divisa in due semestri: uno autunnale e uno primaverile. Al termine di ognuno dei due semestri viene decretato un vincitore, e al termine della stagione le squadre vincitrici dei due semestri si affrontano per determinare il campione NISA.
Tre punti vengono assegnati per ogni vittoria, mentre per ogni pareggio viene assegnato un punto.

## Storia

### Gli inizi
Il 6 giugno 2017 fu annunciata la nascita della NISA, la quale pianificava di cominciare ad operare nel 2018 con un numero di squadre comprese tra le 8 e le 12. Inizialmente, avrebbe dovuto stabilire un sistema di promozioni e retrocessioni con la NASL; quest'ultima però fallì prima della nascita ufficiale della NISA.
L'improvvisa morte del cofondatore della lega Jack Cummins a causa di complicazioni riportate a seguito di un'influenza, avvenuta il 13 febbraio 2018, si rivelò una grande battuta d'arresto per il lancio del nuovo campionato. Pochi mesi dopo, il 17 maggio, anche Peter Wilt, altro co-fondatore della NISA, lasciò il progetto per dare vita al Forward Madison, club di USL League 1. Una nuova leadership della lega fu dunque eletta dai proprietari dei club membri.
Il 31 luglio 2018, la NISA fece richiesta alla Federazione calcistica degli Stati Uniti d'America per il riconoscimento come campionato di terza divisione, pianificando di esordire nell'agosto dell'anno successivo. Nel maggio 2019 fu reso noto che le società erano scontente per via del silenzio da parte della lega e che, di conseguenza, Bob Watkins non era più il presidente della NISA, mentre invece John Prutch aveva preso le redini del progetto con il ruolo di commissioner. Contemporaneamente, si apprese anche che l'esordio del nuovo campionato sarebbe stato rimandato a settembre 2019.

### Evoluzione della lega
Dopo numerose peripezie, la lega trovò gli otto club fondatori che avrebbero disputato la Fall Season della sua stagione inaugurale: si trattava di Atlanta SC, California United Strikers, Los Angeles Force, Miami FC, Oakland Roots, Philadelphia Fury, San Diego 1904 e Stumptown Athletic.
La prima partita della storia della lega si disputò il 31 agosto 2019, un 3-3 tra Oakland Roots e i California United Strikers. Per la Spring Season successiva il numero di club partecipanti rimase a quota 8, ma, con la chiusura del Philadelphia Fury, la sospensione delle attività dell'Atlanta SC e la partenza del Miami FC alla volta dell'USL Championship. Al loro posto fecero il loro ingresso nella lega il Chattanooga FC, il Detroit City e i Michigan Stars. Dopo due soli weekend di gare, però, il campionato fu dapprima rinviato e infine, il 27 aprile 2020, a seguito di diversi rinvii, la prima stagione della storia della lega fu definitivamente cancellata a causa della pandemia di coronavirus.
Per la Fall Season della stagione 2020-2021 la lega organizzò un torneo da disputare a porte chiuse e tenutosi in una bolla a Detroit al fine di limitare i contagi. Al torneo parteciparono nuovamente 8 squadre, con l'esordio in NISA per il New Amsterdam e per i New York Cosmos, mentre San Diego 1904 e Stumptown Athletic decisero di non prendere parte al torneo. Per dare il via alle danze della Spring Season la lega organizzò un nuovo torneo bolla, questa volta a Chattanooga, seguito poi da una stagione regolare e dai playoff. Per queste competizioni il numero di partecipanti salì a 9, come risultato del ritorno alle competizioni di San Diego e Stumptown (con il nuovo nome di Stumptown AC), dell'esordio nella NISA dei Maryland Bobcats, del passaggio degli Oakland Roots in USL Championship e della sospensione delle attività dei New York Cosmos. Il 3 luglio 2021 il Detroit City si laureò primo campione della storia della NISA. Nell'autunno 2021, come parte di uno sforzo per allineare il proprio calendario a quello tipicamente adottato nel calcio nordamericano (ossia con inizio in primavera e fine in autunno), si disputò un campionato di transizione, il quale ha decretato il suo campione al termine di un girone all'italiana con partite di andata e ritorno.
La stagione 2022 fu dunque la prima a seguire il calendario solare e vide ai nastri di partenza 13 club, come frutto del passaggio del Detroit City in USL Championship e dell'ingresso nella lega da parte di Bay Cities, Flower City Union, Syracuse Pulse e Valley United. Inoltre, il San Diego 1904, rilevato dall'organizzazione giovanile Albion, assunse il nuovo nome di Albion San Diego.

### Sviluppo del calcio dilettantistico e semiprofessionistico
Il 27 aprile 2020 la NISA svelò un nuovo torneo, chiamato NISA Independent Cup, nel quale i club membri avrebbero affrontato una selezione di squadre dilettantistiche indipendenti su formato regionale. Il 1 luglio successivo furono rivelate le 15 squadre partecipanti, suddivise in 4 regioni. Per il 2021, l'Independent Cup si espanse a ben 36 club, divise in 9 regioni da 4 formazioni ciascuna.
Il 17 settembre 2020 la lega annunciò la fondazione di un nuovo campionato dilettantistico, chiamato NISA Nation, il quale, a differenza degli altri maggiori campionati amatoriali statunitensi, che invece competono in una stagione ridotta nei soli mesi estivi, avrebbe disputato una stagione completa. Lo scopo era quello di creare un campionato che avrebbe potuto fungere da incubatrice per i club dilettantistici che aspirano a diventare professionistici e, allo stesso tempo, di mettere le fondamenta per un sistema aperto basato sulla meritocrazia e su un sistema di promozioni e retrocessioni con i campionati professionistici e con le divisioni dilettantistiche inferiori. Sempre allo scopo di fornire a club e giocatori un percorso verso il professionismo, oltre che per permettere alle squadre di qualificarsi all'Independent Cup tramite per merito sportivo, la NISA ha, nel corso dei mesi, sottoscritto numerosi accordi di affiliazione con dei campionati dilettantistici locali: nell'ordine, con la Gulf Coast Premier League, Midwest Premier League, Eastern Premier Soccer League, Mountain Premier League, Southwest Premier League, Cascadia Premier League e Pioneer Premier League.
Il 28 gennaio 2021 la lega rivelò di aver formato una partnership con la United Women's Soccer, un campionato semiprofessionistico di calcio femminile, con l'obiettivo di lanciare, per l'anno successivo, un campionato professionistico che avrebbe operato nell'allora vacante posizione di seconda divisione nella piramide calcistica femminile statunitense. Tuttavia, già il 30 marzo successivo fu riportato che le strade delle due leghe si erano divise, mentre pochi giorni dopo, l'8 aprile, la NISA annunciò la creazione della Women's Independent Soccer League (WISL).

## Partecipanti

### Attuali
| Club              | Città               | Stato      | Stadio                                       | Capienza     | Esordio          |
| ----------------- | ------------------- | ---------- | -------------------------------------------- | ------------ | ---------------- |
| Arizona Monsoon   | Phoenix             | Arizona    | Matt O. Hanhila Field                        | da stabilire | 2024             |
| Capo FC           | San Juan Capistrano | California | JSerra Catholic High School                  | da stabilire | 2024             |
| Club de Lyon      | Orlando             | Florida    | Daytona Stadium                              | 9.601        | 2023             |
| Georgia FC        | Conyers             | Georgia    | Silverbacks Park                             | 5.000        | 2024             |
| Irvine Zeta       | Irvine              | California | Championship Soccer Stadium                  | 5.000        | 2024             |
| Los Angeles Force | Los Angeles         | California | Jesse Owens Stadium                          | 5.000        | Fall 2019-2020   |
| Maryland Bobcats  | Boyds               | Maryland   | Maryland SoccerPlex                          | 4.000        | Spring 2020-2021 |
| Michigan Stars    | Pontiac             | Michigan   | Romeo High School Barnabo Field (Washington) | 4.000        | Spring 2019-2020 |
| Savannah Clovers  | Savannah            | Georgia    | Memorial Stadium                             | 5.000        | 2023             |

### Di futura ammissione
| Club              | Città         | Stato      | Stadio                      | Capienza | Esordio |
| ----------------- | ------------- | ---------- | --------------------------- | -------- | ------- |
| Calabasas FC      | Thousand Oaks | California | Moorpark High School        |          | 2025    |
| Las Vegas Legends | Paradise      | Nevada     | Peter Johann Memorial Field | 2.000    | 2025    |

### Non più presenti
| Club              | Città                | Stato             | Stadio                                        | Cap.   | Dal              | Al             | Motivo                                  |
| ----------------- | -------------------- | ----------------- | --------------------------------------------- | ------ | ---------------- | -------------- | --------------------------------------- |
| Albion San Diego  | San Diego            | California        | Canyon Crest Academy Stadium                  | 5.000  | Fall 2019-2020   | 2023           | Sospende temporaneamente le attività    |
| Atlanta SC        | Atlanta              | Georgia           | St. Francis High School (Alpharetta)          | 4.000  | Fall 2019-2020   | Fall 2019-2020 | Cessa le attività                       |
| Bay Cities        | Redwood City         | California        | Terremere Field                               | 3.500  | 2022             | 2022           | Cessà le attività                       |
| Cal Utd Strikers  | Irvine               | California        | Championship Soccer Stadium                   | 5.000  | Fall 2019-2020   | 2022           | Sospende temporaneamente le attività    |
| Chattanooga FC    | Chattanooga          | Tennessee         | Finley Stadium                                | 20.668 | Spring 2019-2020 | 2023           | Passa in MLS Next Pro                   |
| Chicago House     | Chicago              | Illinois          | SeatGeek Stadium (Bridgeview)                 | 20.000 | Fall 2021-2022   | Fall 2021-2022 | Estromesso dal campionato 2022          |
| Detroit City      | Detroit              | Michigan          | Keyworth Stadium (Hamtramck)                  | 7.933  | Spring 2019-2020 | Fall 2021      | Passa in USL Championship               |
| Flower City Union | Rochester e Syracuse | New York          | Marina Auto Stadium                           | 13.768 | 2022             | 2023           | Passa in National Premier Soccer League |
| Gold Star Detroit | Detroit              | Michigan          | Gold Star Stadium                             | 5.000  | 2023             | 2023           | Sospende temporaneamente le attività    |
| Miami FC          | Miami                | Florida           | Riccardo Silva Stadium                        | 20.000 | Fall 2019-2020   | Fall 2019-2020 | Passa in USL Championship               |
| New Amsterdam     | New York             | New York          | Hofstra University Soccer Stadium (Hempstead) | 1.600  | Fall 2020-2021   | Fall 2021      | Estromesso dal campionato 2022          |
| N.Y. Cosmos       | New York             | New York          | Mitchel Athletic Complex (Uniondale)          | 5.000  | Fall 2020-2021   | Fall 2020-2021 | Sospende temporaneamente le attività    |
| Oakland Roots     | Oakland              | California        | Laney College Stadium                         | 5.500  | Fall 2019-2020   | Fall 2020-2021 | Passa in USL Championship               |
| Philadelphia Fury | Filadelfia           | Pennsylvania      | Franklin Field                                | 52.958 | Fall 2019-2020   | Fall 2019-2020 | Cessa le attività                       |
| Stumptown AC      | Matthews             | Carolina del Nord | Sportsplex at Matthews                        | 5.000  | Fall 2019-2020   | Fall 2021      | Sospende temporaneamente le attività    |
| Syracuse Pulse    | Syracuse             | New York          | Lazer Stadium                                 | 2.000  | 2022             | 2022           | Si fonde con il Flower City Union       |
| Valley Utd        | Phoenix              | Arizona           | Bell Bank Park (Mesa)                         | 5.000  | 2022             | 2022           | Cessa le attività                       |

## Albo d'oro
| Stagione           | Campione                                              | Risultato                                                       | Finalista                                                       | Sede della finale                                               | Campione Fall                                                   | Campione Spring                                                 |
| ------------------ | ----------------------------------------------------- | --------------------------------------------------------------- | --------------------------------------------------------------- | --------------------------------------------------------------- | --------------------------------------------------------------- | --------------------------------------------------------------- |
| 2019-2020 dettagli | Stagione annullata a causa della pandemia di COVID-19 | Stagione annullata a causa della pandemia di COVID-19           | Stagione annullata a causa della pandemia di COVID-19           | Stagione annullata a causa della pandemia di COVID-19           | non assegnato                                                   | non assegnato                                                   |
| 2020-2021 dettagli | Detroit City                                          | 1-0                                                             | Los Angeles Force                                               | Keyworth Stadium (Hamtramck)                                    | Detroit City                                                    | Detroit City                                                    |
| 2021 dettagli      | Detroit City                                          | torneo singolo disputato con la formula del girone all'italiana | torneo singolo disputato con la formula del girone all'italiana | torneo singolo disputato con la formula del girone all'italiana | torneo singolo disputato con la formula del girone all'italiana | torneo singolo disputato con la formula del girone all'italiana |
| 2022 dettagli      | Michigan Stars                                        | 1-0                                                             | Albion San Diego                                                | Romeo High School Barnabo Field (Washington)                    |                                                                 |                                                                 |
| 2023 dettagli      | Flower City Union                                     | 1-0                                                             | Michigan Stars                                                  | Romeo High School Barnabo Field (Washington)                    |                                                                 |                                                                 |
| 2024 dettagli      | Los Angeles Force                                     | 1-1 (4-3 d.c.r.)                                                | Irvine Zeta                                                     | Veterans Memorial Stadium (Long Beach)                          |                                                                 |                                                                 |

### Titoli per squadra
| Squadra           | Titoli | Stagione        |
| ----------------- | ------ | --------------- |
| Detroit City      | 2      | 2020-2021, 2021 |
| Michigan Stars    | 1      | 2022            |
| Flower City Union | 1      | 2023            |
| Los Angeles Force | 1      | 2024            |